# 糞盤
『糞盤』（くそばん）は、日本のロックバンド・マキシマム ザ ホルモンの2枚目のフルアルバム。2004年1月21日にミミカジルよりリリースされた。

## 概要
- このアルバムから、マキシマムザ亮君が全ての楽曲の作詞、作曲を手がけるようになった。
- ジャケットは漫☆画太郎作で、彼の得意とするスカトロジー活写である。
- ベスト盤CDはそれぞれ通称「赤盤」「青盤」、メタリカの『メタリカ』は通称『ブラックアルバム』→「黒盤」などからホルモンが何色か考えた結果「糞盤」となった[1]。

## 収録曲
| 全作詞・作曲: マキシマムザ亮君。 |                                                    |                  |                  |      |
| #                                | タイトル                                           | 作詞             | 作曲・編曲       | 時間 |
| 1.                               | 「恋のスウィート糞メリケン」                       | マキシマムザ亮君 | マキシマムザ亮君 | 3:43 |
| 2.                               | 「生理痛は神無月を凍らす気温。」                   | マキシマムザ亮君 | マキシマムザ亮君 | 2:51 |
| 3.                               | 「ヘルシー・ボブ」                                 | マキシマムザ亮君 | マキシマムザ亮君 | 2:17 |
| 4.                               | 「セフィーロ・レディオ・カムバック〜青春最下位〜」 | マキシマムザ亮君 | マキシマムザ亮君 | 2:34 |
| 5.                               | 「Mrブギータンブリンマン」                         | マキシマムザ亮君 | マキシマムザ亮君 | 3:02 |
| 6.                               | 「平成ストロベリーバイブ」                         | マキシマムザ亮君 | マキシマムザ亮君 | 3:12 |
| 7.                               | 「暴力-BOURIKI-」                                  | マキシマムザ亮君 | マキシマムザ亮君 | 1:37 |
| 8.                               | 「祟り君〜タタリくん〜」(ボーナストラック)         | マキシマムザ亮君 | マキシマムザ亮君 | 0:50 |
| 合計時間:                        | 合計時間:                                          | 20:06            |                  |      |

### 曲解説
1. 恋のスウィート糞メリケン 
シングル「延髄突き割る」収録。
2. 生理痛は神無月を凍らす気温。
「人の命は簡単に宿り、そして簡単に流されていく」がテーマ。
3. ヘルシー・ボブ
前アルバム『耳噛じる』収録の「アバラ・ボブ」の続編。本作は「減量ver.」となっている。ボブシリーズ2作目。
4. セフィーロ・レディオ・カムバック〜青春最下位〜
歌い出しの「Crash & Burn」は英語タイトルにもなっている。
5. Mrブギータンブリンマン
Mrに"."はつかない。
6. 平成ストロベリーバイブ
この曲から徐々に、キーボードの使用が増えている。
2022年に発売された「Dhura Vs Dhura〜ヅラ対ヅラ〜」にて「令和ストロベリーバイブ」として再レコーディング、リアレンジされた。
7. 暴力-BOURIKI-
「フォーエバーHEY!HO!LET'S GO!〜ラモーンに捧ぐ〜」同様アウトロにLINDBERGの「BELIEVE IN LOVE」のイントロフレーズが用いられている。
8. 祟り君〜タタリくん〜
マキシマムザ亮君曰く「あっさりした日本語ロック」。
2021年に発売された「ESSENTIALS」に封入されているコロナナモレモモ（マキシマム ザ ホルモン2号店）のラストシングル「LUST」に本店Ver.と2号店Ver.のどちらかの祟り君がランダムに収録されている。